# Ivoorkust op de Olympische Zomerspelen 2012
Ivoorkust nam deel aan de Olympische Zomerspelen 2012 in Londen, Verenigd Koninkrijk.

## Deelnemers en resultaten
(m) = mannen, (v) = vrouwen

### Atletiek
| Olympiër          | Onderdeel       | Resultaat | Prestatie                                                                     |
| ----------------- | --------------- | --------- | ----------------------------------------------------------------------------- |
| Ben Youssef Méité | 100m (m)        | 16e       | serie 3: 2de met 10,06 (NR) halve finale 1: 5de met 10,13                     |
| Ben Youssef Méité | 200m (m)        | DNS       | serie 6: niet gestart                                                         |
|                   |                 |           |                                                                               |
| Murielle Ahouré   | 100m (v)        | 7e        | serie 7: 1ste in 10,99 (NR) halve finale 3: 3de in 11,01 finale: 7de in 11,00 |
| Murielle Ahouré   | 200m (v)        | 6e        | serie 1: 1ste met 22,55 halve finale 2: 2de met 22,49 finale: 6de in 22,57    |
| Rosvitha Okou     | 100m horden (v) | 34e       | serie 1: 6de in 13,62                                                         |

### Boogschieten
| Olympiër         | Onderdeel       | Resultaat | Prestatie                                                                |
| ---------------- | --------------- | --------- | ------------------------------------------------------------------------ |
| Philippe Kouassi | individueel (m) | 33e       | plaatsingsronde: 59ste met 638 punten 1ste ronde: V van FRA Prévost: 4-6 |

### Judo
| Olympiër            | Onderdeel | Resultaat | Prestatie                         |
| ------------------- | --------- | --------- | --------------------------------- |
| Kinapeya Romeo Kone | -90kg (m) | 17e       | 1ste ronde: V van SRB Gerasimenko |

### Taekwondo
| Olympiër    | Onderdeel | Resultaat | Prestatie                                                           |
| ----------- | --------- | --------- | ------------------------------------------------------------------- |
| Ruth Gbagbi | -67kg (v) | 7e        | 1ste ronde: V van KOR Hwang: 1-4 herkansingen: V van GER Fromm: 3-4 |

### Worstelen
| Olympiër    | Onderdeel   | Resultaat   | Prestatie                                            |
| Vrije stijl | Vrije stijl | Vrije stijl | Vrije stijl                                          |
| ----------- | ----------- | ----------- | ---------------------------------------------------- |
| Tanoh Benie | -48kg (v)   | 19e         | kwalificatie: vrij 1ste ronde: V van SEN Sambou: 0-3 |

### Zwemmen
| Olympiër     | Onderdeel           | Resultaat | Prestatie             |
| ------------ | ------------------- | --------- | --------------------- |
| Kouassi Brou | 50m vrije slag (m)  | 44e       | serie 3: 4de in 25,82 |
|              |                     |           |                       |
| Assita Toure | 550m vrije slag (v) | 66e       | serie 2: 3de in 33,09 |

Afghanistan · Albanië · Algerije · Amerikaanse Maagdeneilanden · Amerikaans-Samoa · Andorra · Angola · Antigua en Barbuda · Argentinië · Armenië · Aruba · Australië · Azerbeidzjan · Bahama's · Bahrein · Bangladesh · Barbados · België · Belize · Benin · Bermuda · Bhutan · Bolivia · Bosnië en Herzegovina · Botswana · Brazilië · Britse Maagdeneilanden · Brunei · Bulgarije · Burkina Faso · Burundi · Cambodja · Canada · Centraal-Afrikaanse Republiek · Chili · China · Chinees Taipei · Colombia · Comoren · Congo-Brazzaville · Congo-Kinshasa · Cookeilanden · Costa Rica · Cuba · Cyprus · Denemarken · Djibouti · Dominica · Dominicaanse Republiek · Duitsland · Ecuador · Egypte · El Salvador · Equatoriaal-Guinea · Eritrea · Estland · Ethiopië · Fiji · Filipijnen · Finland · Frankrijk · Gabon · Gambia · Georgië · Ghana · Grenada · Griekenland · Groot-Brittannië · Guam · Guatemala · Guinee · Guinee‑Bissau · Guyana · Haïti · Honduras · Hongarije · Hongkong · Ierland · IJsland · India · Indonesië · Irak · Iran · Israël · Italië · Ivoorkust · Jamaica · Japan · Jemen · Jordanië · Kaaimaneilanden · Kaapverdië · Kameroen · Kazachstan · Kenia · Kirgizië · Kiribati · Koeweit · Kroatië · Laos · Lesotho · Letland · Libanon · Liberia · Libië · Liechtenstein · Litouwen · Luxemburg · Macedonië · Madagaskar · Malawi · Maldiven · Maleisië · Mali · Malta · Marshalleilanden · Marokko · Mauritanië · Mauritius · Mexico · Micronesië · Moldavië · Monaco · Mongolië · Montenegro · Mozambique · Myanmar · Namibië · Nauru · Nederland · Nepal · Nicaragua · Nieuw-Zeeland · Niger · Nigeria · Noord-Korea · Noorwegen · Oeganda · Oekraïne · Oezbekistan · Oman · Oostenrijk · Oost-Timor · Pakistan · Palau · Palestina · Panama · Papoea-Nieuw-Guinea · Paraguay · Peru · Polen · Portugal · Puerto Rico · Qatar · Roemenië · Rusland · Rwanda · Saint Kitts en Nevis · Saint Lucia · Saint Vincent en Grenadines · Salomonseilanden · Samoa · San Marino · Sao Tomé en Principe · Saoedi-Arabië · Senegal · Servië · Seychellen · Sierra Leone · Singapore · Slovenië · Slowakije · Soedan · Somalië · Spanje · Sri Lanka · Suriname · Swaziland · Syrië · Tadzjikistan · Tanzania · Thailand · Togo · Tonga · Trinidad en Tobago · Tsjaad · Tsjechië · Tunesië · Turkije · Turkmenistan · Tuvalu · Uruguay · Vanuatu · Venezuela · Verenigde Arabische Emiraten · Verenigde Staten · Vietnam · Wit-Rusland · Zambia · Zimbabwe · Zuid-Afrika · Zuid-Korea · Zweden · Zwitserland · Onafhankelijke atleten